# 裕聖里
22°58′48″N 120°14′42″E / 22.980007°N 120.244995°E
裕聖里為中華民國臺南市東區轄下之一里，位於九期重劃區，面積約0.4065平方公里。東邊為仁德區，南界以虎尾與仁德區為界，西以裕忠路臨復興里，北以裕文路與文聖里相鄰。

## 里內設施
- 裕聖里活動中心
- 東區裕文圖書館
- 公園
  - 裕聖公園
  - 裕敬公園
  - 裕華公園
- 統一超商台南裕信門市
- 全家便利商店台南裕聖門市、裕義門市